# Marcel Légaut

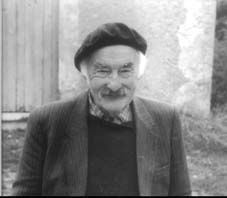

Marcel Légaut (París, 1900 - Aviñón, 1990) fue un escritor y pensador francés.

## Biografía
Marcel Légaut fue doctor en matemáticas por la Escuela Normal Superior en 1925 y enseñó como catedrático en diversas Facultades (entre ellas las de Rennes y Lyon) hasta 1943. Movilizado en 1939, Légaut estuvo al mando de un batallón antiaéreo de quinientos hombres. Posteriormente se le trasladó al Alto mando del 3.er Ejército del Aire. En ambos destinos vio el clima desmoralizado de su país, tanto en la tropa como en los mandos. Personalmente, tomó conciencia de ciertas carencias de carácter (falta de capacidad de riesgo, de decisión y de mando). Rasgos fundamentales de una persona adulta que la vida de funcionario y de universitario no favorecen.
Para subsanar estas carencias, Légaut decidió no volver a enseñar como antes, y, a partir de la capitulación de 1940, alternó la enseñanza de las matemáticas y el trabajo campesino, junto con sus alumnos. El Ministerio toleró su proyecto tres años pero, en 1943, Légaut tuvo que optar y, entonces, decidió abandonar la Universidad y vivir, junto con su mujer, como pastor de alta montaña en los pre-Alpes (Alto Diois).
Légaut se había casado en 1940, y comprado, además, una granja, alejada de las grandes rutas, donde, durante los años de la Ocupación, vivieron y se refugiaron diecisiete personas, entre ellos algunos judíos. Al terminar la guerra, entre 1945 y 1953, el matrimonio Légaut tuvo seis hijos. Cuando el mayor tuvo diez años, Mme. Légaut y los hijos bajaron a vivir cerca de Die, en otra propiedad. Mientras, Légaut permanecía en Les Granges con el ganado.
En 1960, tras veinte años de este "retorno a la tierra", de este "descenso sin retorno" en la escala social, con su correspondiente arraigo en la vida común, Légaut emprendió una reflexión a fondo, sobre la condición y la existencia del hombre, que se plasmó en los dos tomos de su obra principal: El cumplimiento humano, que se publicó en 1970-71 gracias al apoyo de Gabriel Marcel.
Inesperadamente, los libros tuvieron éxito. Era después del Concilio Vaticano II y del mayo del 68, y la trayectoria de un profesor campesino llamó la atención de los medios. Después, Légaut escribió quince libros más y su vida cambió de nuevo. Pasó a desplazarse por media Francia y por otros países (Suiza, Bélgica, Italia, España, Canadá), donde sus lectores le invitaban.
Gran parte del año estaba fuera de Les Granges de Lèsches-en-Diois, o de Val-Croissant, cerca de Die, donde siguió viviendo su familia. Siempre reservó un mes al año para retirarse, primero, en alguna cartuja o trapa, y, luego, en las Carmelitas de la Paix, en Mazille, cerca de Cluny y de Taizé. Légaut pasaba los veranos en La Magnanerie, de Mirmande, en una casa de vacaciones que el grupo de sus amigos adquirió y habilitó para convivir y compartir una búsqueda espiritual e intelectual de corte completamente laico.
Las dos rupturas biográficas que hemos indicado (en 1940 y en 1970) dividen la vida de Légaut en tres etapas. Convendrá, pues, que ahora digamos algo de la infancia, juventud y primera edad adulta de Légaut. Su infancia fue feliz y sin historia, centrada en la familia, el estudio y una vida religiosa y moral de corte clásico, dentro del catolicismo. Acabada la I Guerra Mundial, la École Normale Supérieur había perdido casi la mitad de su alumnado y Légaut ingresó en ella con 19 años. Había pasado asimismo el examen de ingreso en la Escuela Politécnica, pero él prefirió seguir las huellas de su padre, profesor también de matemáticas.
Aparte de la vida de estudio en aquella especie de "seminario laico" que era la ENS, en que se formaban los cuadros de la Escuela Pública de Francia, Légaut entró en contacto con el grupo de los católicos de la ENS, el grupo Tala, cuyo capellán de facto era  Monsieur Portal.
M. Portal era un lazarista singular, retirado de sus cargos dos veces por Roma; lo cual no le impedía proseguir sus actividades en pro de la unión de las iglesias y de la apertura intelectual del catolicismo a la ciencia y a la modernidad. M. Portal era favorable a la separación de Iglesia y Estado, y a una mayor justicia social en las barriadas de París. M. Portal liberó a los jóvenes de la Normal de muchos aprioris y les descubrió que la honestidad y la independencia intelectuales son esenciales para una vida espiritual vigorosa. Esto no era frecuente en la formación católica de entonces, donde se primaba la obediencia y la mera adhesión a la doctrina. No en vano M. Portal había conocido de cerca el período de la crisis modernista. M. Portal, poco antes de fallecer en 1926, invitó al P. Teilhard de Chardin a hablar al grupo varias veces.
Animado en esta dirección laica por M. Portal, Légaut –como otros compañeros suyos– descartó el camino habitual de la vocación cristiana en régimen de cristiandad (sacerdocio y vida religiosa), y siguió a fondo, en cambio, el camino de la ciencia, que procedía asimismo de una especie de exigencia interior. Légaut alternó el estudio y la enseñanza con ser el alma de un núcleo de estudiantes célibes, dedicados por completo a la ciencia y a la vida espiritual e intelectual. Cuando este grupo reducido, laico pero en cierto modo monástico, se deshizo, Légaut siguió en solitario como líder de los Tala, pero, poco a poco, fue viendo lo precario de su situación y evolucionó hacia la escritura. Légaut publicó tres libros antes de 1939 y antes de que, con la Guerra, cambiase la orientación profesional de su vida.

## Obras
Marcel Légaut fue autor de veinte libros, dieciséis de ellos publicados a partir de 1970.
Su obra mayor, editada en dos tomos en 1970 y 1971, es El cumplimiento humano (tomo I: El hombre en busca de su humanidad; tomo II: Introducción a la inteligencia del pasado y del porvenir del cristianismo).
Anterior es un librito seminal, titulado: Trabajo de la fe (1962). Posteriores a 1971, son: Mutación de la Iglesia y conversión personal (1975), Plegarias de hombre (1974, 1978, 1984), Debate sobre la fe I y II (1972, 1977), Llegar a ser uno mismo (1981), Un hombre de fe y su Iglesia (1988) y Vida espiritual y modernidad (1992).
Légaut ofrece, en sus libros, su meditación, su testimonio y su plegaria, fruto de su diálogo interior consigo mismo, con sus amigos y con Dios. Meditación, testimonio y plegaria son, en todo hombre, los tres géneros espirituales que se corresponden con los distintos destinatarios de una "conversación" interior que es la comunicación a la que toda vida espiritual aspira por razón su instinto profundo.
Légaut no se consideraba a sí mismo ni filósofo ni teólogo, ni de formación ni de oficio. Su único título y licencia era su tenacidad y su libertad en pensar. Al escribir ya mayor, Légaut recuperó un antiguo sueño de juventud: decir de forma completamente sincera la vida espiritual tal cual es, al margen de los discursos que hablan de cómo debería ser.
Los libros de Légaut son textos cuya autoridad no procede de un mandato institucional ni de una solvencia socialmente garantizada (mandato o solvencia que suelen justificar separarse del resto y apoyarse en algún claustro o plataforma, académica o de otro tipo). Su verdad procede del «don total» de vivir y de pensar a fondo, a cuerpo descubierto, sin cálculos ni autodefensas, inmerso en «las mismas vivas aguas de la vida», tal como se dice en una expresión de santa Teresa de Ávila, que Antonio Machado citaba con gusto.
En El cumplimiento humano, Légaut repiensa su itinerario y el de sus compañeros durante el siglo XX, siglo de grandes convulsiones y mutaciones, sin olvidar examinar el fracaso de las iglesias y su crisis; y preguntándose, además, cómo éstas podrían salir de veras de su declive.
Su respuesta apunta a «retomar todo desde la base», a una conversión a lo esencial de Jesús, y a encarar, sin miedo, es decir, con fe, una mutación. Para retomar todo desde la base, su reflexión se centró, en el tomo I, en temas como la fe en sí mismo, la fe conyugal y paterna y la fe en el otro y ante lo real, incluida la propia muerte y la de los más próximos. Todo un itinerario de autoconocimiento en la línea de un «socratismo cristiano» o de un «cristianismo socrático». Todo un camino para descubrir, de forma no ideológica, la fe en Dios, el seguimiento de Jesús y un estilo espiritual de obrar en el Mundo, a manera de fermento, que incluye un modo adulto de estar en el cristianismo.